# Pirayú
Pirayú – miasto w departamencie Paraguarí, w Paragwaju. Według danych na rok 2020 miasto zamieszkiwało 18110 osób, a gęstość zaludnienia wyniosła 98,42 os./km².

## Demografia
Ludność historyczna:
| Rok                         | 2000  | 2005  | 2010  | 2015  | 2020  |
| --------------------------- | ----- | ----- | ----- | ----- | ----- |
| Ludność                     | 15838 | 16361 | 16890 | 17478 | 18110 |
| Gęstość zaludnienia os./km² | 86,07 | 88,9  | 91,7  | 96,4  | 98,4  |

Ludność według grup wiekowych na rok 2020:
| Wiek                                | 0–9 lat | 10–19 lat | 20–29 lat | 30–39 lat | 40–49 lat | 50–59 lat | 60–69 lat | 70–79 lat | 80+ lat |
| ----------------------------------- | ------- | --------- | --------- | --------- | --------- | --------- | --------- | --------- | ------- |
| Liczba osób w danej grupie wiekowej | 3191    | 3241      | 3122      | 2746      | 1746      | 1576      | 1310      | 764       | 413     |

Struktura płci na rok 2020:
| Płeć                         | Mężczyźni | Kobiety |
| ---------------------------- | --------- | ------- |
| Liczba osób w danej płci     | 9305      | 8805    |
| Liczba osób w danej płci w % | 51,4      | 48,6    |

## Klimat

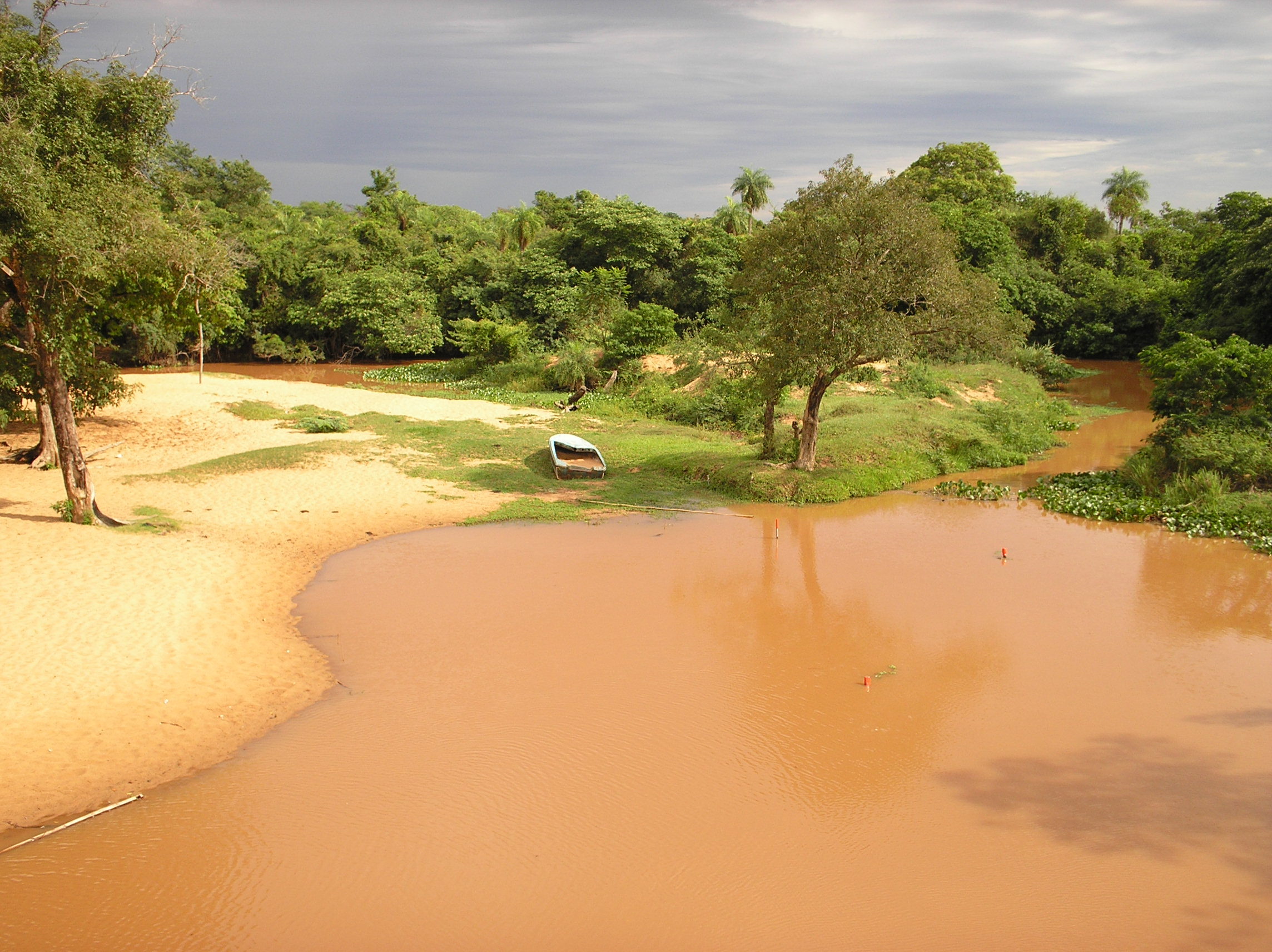
Jezioro Lago Ypacarai niedaleko Pirayú

Klimat jest wilgotny i subtropikalny. Średnia temperatura powietrza wynosi 22 °C. Najcieplejszym miesiącem jest styczeń (26 °C), a najzimniejszym jest maj (16 °C). Średnie opady wynoszą 1919 milimetrów rocznie. Najbardziej wilgotnym miesiącem jest kwiecień (312 milimetrów deszczu), a najbardziej suchym miesiącem jest sierpień – 51 milimetrów.

## Infrastruktura
Przez miasto przebiega Droga krajowa nr PY01 łącząca Pirayú ze stolicą kraju Asunción oraz Droga krajowa nr PY02 łącząca Pirayú z Ypacaraí.